# Verchotoerov
Verchotoerov (Russisch: Остров Верхотурова; Ostrov Verchotoerova) is een Russisch eiland in de Karaginskigolf van de Beringzee op 45 kilometer ten noorden van Karaginski-eiland en ongeveer 20 kilometer ten zuiden van Kaap Ilpyrski. Het is een klein en smal eilandje, dat 3,5 lang is en een gemiddelde breedte heeft van 0,5 kilometer. Het hoogste punt ligt op 368 meter. Het eiland vormt onderdeel van de kraj Kamtsjatka en ligt in de voortzettingvan de Golf van Korf.
Het eiland heeft een rijke fauna; onder andere de papegaai-alk komt er voor.